# Guillermo Martín
Guillermo Christhofer Martín Torres (ur. 7 marca 1991 w Guadalajarze) – meksykański piłkarz występujący na pozycji obrońcy, obecnie zawodnik Atlasu.

## Kariera klubowa
Martín pochodzi z Guadalajary i jest wychowankiem akademii juniorskiej tamtejszego zespołu Club Atlas. Do seniorskiej drużyny został włączony jako dziewiętnastolatek przez argentyńskiego szkoleniowca Carlosa Ischię i w meksykańskiej Primera División zadebiutował 10 kwietnia 2010 w wygranym 2:0 spotkaniu z Pachucą, w którym już w 33. minucie został ukarany czerwoną kartką.
| Sezon     | Klub       | Kraj   | Rozgrywki | Mecze | Bramki |
| --------- | ---------- | ------ | --------- | ----- | ------ |
| 2009/2010 | Club Atlas | Meksyk | Liga MX   | 1     | 0      |
| 2010/2011 | Club Atlas | Meksyk | Liga MX   | 2     | 0      |
| 2011/2012 | Club Atlas | Meksyk | Liga MX   | 0     | 0      |
| 2012/2013 | Club Atlas | Meksyk | Liga MX   | 13    | 0      |
| 2013/2014 | Club Atlas | Meksyk | Liga MX   |       |        |